# Гран-при Гатино
Гран-при Гатино (фр. Grand Prix Cycliste de Gatineau) — шоссейная однодневная велогонка, проходящая по территории Канады с 2010 года.

## История
Гонка была создана в 2010 году одновременно с другой однодневной гонкой Хроно Гатино и сразу вошла в календарь Женского мирового шоссейного кубка UCI.
В 2020, 2021 и 2022 годах гонка была отменена из-за пандемии COVID-19.
Маршрут гонки проходит в городе Гатино и его окрестностях канадской провинции Квебек недалеко от Оттавы. Он состоит из городского круга длинной 10 км преодолеваемого несколько раз к которому может добавляться круг по окрестностям длинной около 40 км. Общая протяжённость дистанции обычно составляет около 105 км.
Проводится после Хроно Гатино. 

## Призёры
| Год  | Победитель          | Второй             | Третий                |          |
| ---- | ------------------- | ------------------ | --------------------- | -------- |
| 2010 | Джоэль Нумайнфилле  | Джоанн Кисановски  | Модеста Вжесняускайте |          |
| 2011 | Джорджа Бронцини    | Джоэль Нумайнфилле | Тереза Клифф-Райан    |          |
| 2012 | Ина-Йоко Тойтенберг | Рошелль Гилмор     | Елена Андрук          |          |
| 2013 | Шелли Олдс          | Джоэль Нумайнфилле | Катажина Павловская   |          |
| 2014 | Дениза Рамсден      | Флавия Оливейра    | Ясмин Глессер         |          |
| 2015 | Кирстен Вилд        | Джоэль Нумайнфилле | Кристине Маерус       |          |
| 2016 | Кимберли Уэллс      | Джоэль Нумайнфилле | Леа Кирхманн          |          |
| 2017 | Леа Кирхманн        | Кирсти Лэй         | Кендалл Райан         |          |
| 2018 | Лорен Холл          | Элисон Джексон     | Сара Берген           |          |
| 2019 | Леа Кирхманн        | Эллисон Беверидж   | Кристабель Дабл-Хикок |          |
| 2020 | отменено            | отменено           | отменено              | отменено |
| 2021 | отменено            | отменено           | отменено              | отменено |
| 2022 | отменено            | отменено           | отменено              | отменено |
| 2023 | Меган Джастрэб      | Элисон Джексон     | Скайлар Шнайдер       |          |
| 2024 | Летиция Патерностер | Марлис Мехиас      | Сара Ван Дам          |          |
| 2025 |                     |                    |                       |          |